# Manda Kanouté
Manda Kanouté (sinh ngày 1 tháng 1 năm 1963) là một vận động viên chạy nước rút người Mali. Bà đã thi đấu ở nội dung 200 mét nữ tại Thế vận hội Mùa hè 1992.